# Descubrimiento de California
El descubrimiento de California fue realizado en la primera mitad del siglo XVI por España. Con posterioridad se profundizó en el conocimiento de esas tierras y se procedió a la fundación de misiones en la región y a su evangelización.

## Primeras expediciones en elsigloXVI
En 1534 México era ya una tierra bien conocida donde los que habían participado en la conquista ya habían logrado una posición cómoda. Hernán Cortés organizó una expedición que salió de Chiametla en abril de 1535. De allí se pasó a la Isla del Cardón, que era como se denominó a la península de California. El apelativo de isla se debe a que aún el norte no estaba explorado y se desconocía que fuese una península. Se exploraron las costas del Golfo de California y esas aguas recibieron el nombre de Mar de Cortés. Aunque la expedición no fue un éxito marcó el inicio de interesantes exploraciones posteriores.
Francisco de Ulloa, por orden de Hernán Cortés, recorrió las costas del Golfo de California entre 1536 y 1539 y Juan Rodríguez Cabrillo, en 1542, fue el primer europeo que llegó a la Alta California. En 1577 el británico Francis Drake fundó en las costas de California la ciudad de Nueva Albión, que duraría muy poco. En 1602 Sebastián Vizcaíno realizó otro viaje de exploración.
Estas expediciones fueron geográficamente interesantes, pero pusieron de manifiesto que la tierra era dura y árida, que estaba poco poblada y que sus habitantes no estaban dispuestos a realizar un trabajo agrario organizado. Además, las historias que vinieron del norte a comienzos del siglo XVI sobre las fastuosas Quivira y las Siete Ciudades de Oro de Cíbola habían resultado completamente falsas.

## Evangelización en los siglosXVIIyXVIII
En la labor geográfica y de evangelización contribuyó de modo importante Eusebio Francisco Kino. Kino había nacido en Segno, en Trento, Italia, en 1645. Ingresó en la Compañía de Jesús en 1665 y estudió en Friburgo en 1676. Le ofrecieron una cátedra en Ingnolstad pero prefirió partir para Nueva España en 1681. 
Eusebio Francisco Kino llegó a la Nueva España en 1683, y casi de inmediato partiría hacia California como cosmógrafo de la expedición de Isidro de Atondo y Antillón y permanecerá en la misión de San Bruno hasta 1685 adoctrinando a los indios didiú y edú.
En noviembre de 1686 consiguió ser destinado a encabezar la evangelización de los indígenas de las regiones de la Pimería Alta (Sonora y Arizona) y en 1687 se instaló en Nuestra Señora de los Dolores. Por orden de sus superiores no pudo tomar parte en la expedición de California de 1697, de la que él mismo había sido instigador. Sus superiores temían que si se ausentaba del lugar que ocupaba podría tener lugar una sublevación.
En 1696 el jesuita Juan María Salvatierra había recibido la autorización provincial de la Orden para establecer misiones en la California con la condición de que los gastos no corrieran a cargo de la Compañía de Jesús ni del virrey. Por ello, Salvatierra y el Padre Juan de Ugarte se dedicaron a recaudar fondos de algunos bienhechores que estaban comprometidos con el proyecto. El 6 de febrero de 1697 el virrey José Sarmiento y Valladares concedió permiso a Salvatierra y a Kino para que fueran a California a evangelizar, sin embargo, sus superiores de la Orden prohibirán al Padre Kino acudir por el riesgo de sublevación en sus misiones en Pimería. A partir de ese viaje a California y a lo largo del siglo XVIII los jesuitas irán fundando muchas misiones en la Baja California dedicadas a la agricultura y a la ganadería. De entre todas las misiones, la de San José del Cabo servía para avituallar a los navíos que venían de Filipinas y que atracaban en el Puerto de San Bernabé.
Por investigaciones geográficas propias e información que le iban dando los nativos pudo averiguar que la isla de California era realmente una península. En su obra de cosmografía escribió que antes de llegar trajo un mapa de Europa que decía que la isla de California no era una isla sino una península y que él llegó pensando eso. Sin embargo, como todos le decían que era una isla y existían mapas hechos en Italia, Alemania y otros países donde figuraba como una isla pensó que efectivamente era una isla y como tal la dibujó en algunos mapas propios. Sin embargo en sus propias expediciones y mediante el uso del astrolabio logró averiguar que en el grado 32 había paso por tierra y que no era una isla sino una península.
Por esa razón hizo hincapié en instalarse en la Alta California (término que él fue el primero en utilizar) para que un asentamiento en Monterrey fuese útil en futuras expediciones hacia el norte. Su intención también era crear una ruta desde el río Colorado hasta Monterrey.
El Padre Kino fue el primero que cartografió Sonora y Arizona. En esa zona realizó 40 expediciones que tuvieron lugar a lo largo de 24 años.
El Padre Kino ponía las misiones en lugares estratégicos teniendo en cuenta la ruta que quería trazar. Por el camino de sus expediciones iba dejando vacas, yeguas, maíz y trigo a los grupos de indios para que las guardasen y fomentando así la agricultura y la ganadería.
Sin embargo, sus superiores jesuitas no valoraron demasiado su trabajo y eran reticentes a mandarle más misioneros. Nadie terminaba de creer que California no fuera una isla y los políticos consideraron que su trabajo no era especialmente relevante. Murió en Magdalena en 1711.
Los jesuitas se encargaron de las numerosas misiones en la Baja California durante el siglo XVIII. Sin embargo, la expulsión de los jesuitas de España en 1767 provoca que estos tengan que abandonar también sus misiones en los territorios españoles en América. Los jesuitas de las 14 misiones activas en la California hasta ese momento se reunieron en Nuestra Señora de Loreto, la primera de las fundadas en la región, y partieron hacia el exilio el 3 de febrero de 1768.
En enero de 1678 llegaron 11 franciscanos de la provincia de Santiago de Jalisco a San Lucas para sustituir a los jesuitas. Sin embargo, estos franciscanos fueron sustituidos por un grupo llegado en abril al mando del padre franciscano Junípero Serra. Los franciscanos tenían que enfrentarse a unas condiciones distintas a las de los jesuitas. Los jesuitas contaban con prerrogativas de gobierno en la zona, sin embargo, los franciscanos estaban bajo un gobernador civil y militar impuesto llamado Gaspar de Portolá, que sería el primer gobernador de la historia de esa región. Además todos los bienes temporales de las misiones, como tierras, ganados y talleres, pasaron a ser de los militares y no de los clérigos.
El franciscano Junípero Serra fue de gran relevancia ya que lideró la fundación de muchas misiones en la Alta California que, con posterioridad, serían zonas donde surgirían pujantes ciudades, como San Diego y San Francisco.
En 1768 se divide la península en dos departamentos, uno norte y otro sur, quedando la división entre las misiones de San Luis Gonzaga y San Javier. El departamento sur quedaba al mando de un comisario situado en el real de Santa Ana y Loreto seguía como capital de las Californias.
José de Gálvez fue enviado a Nueva España como visitador del rey Carlos III. Se dedicó a asegurarse de la puesta en práctica del decreto de expulsión de los jesuitas y a redactar informes y sugerir proyectos. José de Gálvez visitó sur de la península a mediados de 1768 y recalcó el carácter transitorio de las misiones, que debían de sustituirse por proyectos de colonización civiles y con proyectos económicos. Redistribuyó la población de algunas zonas que consideraba que estaban algo despobladas y redactó algunos informes. Sin embargo, las misiones decayeron mucho posteriormente. Quedaron algo despobladas porque en el sur sobrevino una epidemia de peste y en el norte una de sarampión, las disposiciones de Gálvez eran complicadas de llevar a cabo y se generó una animadversión entre misioneros y militares y algunas misiones directamente se abandonaron. Aparte a los franciscanos les resultaba complicado a nivel logístico llevar las misiones en la Baja California y las fincas en la Alta California. El franciscano Francisco Palou llegó a proponer la supresión de las misiones en la Baja California al no existir esperanzas de su recuperación. Esto llevó a un concordato con la Orden de Predicadores para sustituir a los franciscanos en la península.
El 30 de abril de 1772 los dominicos aceptaron hacerse cargo de las misiones de la Baja California que se encontrasen al sur de la misión de San Diego. El 14 de octubre llegaron los primeros dominicos y en mayo de 1773 Francisco Palou dejó gustoso de encargarse de aquellas misiones. Los dominicos también fundarían varias misiones, y las de los dominicos servirían de apoyo a las de los franciscanos del norte.
En 1804 se produce una división política de la Alta California y la Baja California tomando como referencia el Arroyo del Rosario, que separaba la zona de las misiones franciscanas de la zona de las misiones dominicas.